# Tejasswi Prakash
Tejasswi Prakash Wayangankar (sinh ngày 10 tháng 6 năm 1993 tại Jeddah, Ả Rập Xê Út) là một nữ diễn viên điện ảnh và truyền hình người Ấn Độ tham gia các bộ phim bằng tiếng Hindi và tiếng Marathi. Cô được biết đến qua vai diễn Ragini Maheshwari trong bộ phim Tình yêu và thù hận cùng với bộ ba vai diễn Pratha Gulraj, Prathna Gulraj và Pragati Iyer Shukla trong phần 6 của Tình người kiếp rắn.
Năm 2020, cô tham gia chương trình truyền hình thực tế Fear Factor: Khatron Ke Khiladi 10 trên kênh Colors TV. Năm 2021, cô tham gia chương trình truyền hình thực tế Bigg Boss 15 và giành ngôi vị quán quân của chương trình. Cô cũng có vai diễn đầu tay trong bộ phim bằng tiếng Marathi mang tên Mann Kasturi Re, giúp cô giành được giải thưởng Nữ diễn viên có vai diễn đầu tay xuất sắc nhất tại Giải thưởng Filmfare tiếng Marathi.

## Tiểu sử và học vấn
Tejasswi Prakash sinh ngày 10 tháng 6 năm 1993 tại Jeddah, Ả Rập Xê Út, lớn lên trong một gia đình nói tiếng Marathi. Cô từng là một kỹ sư và tốt nghiệp Khoa Kỹ thuật Điện tử và Viễn thông tại Đại học Mumbai.

## Sự nghiệp

### Vai diễn đầu tay (2012–2018)
Tejasswi Prakash bắt đầu sự nghiệp diễn xuất vào năm 2012, với vai diễn Rashmi Bhargava trong bộ phim kinh dị 2612. Năm 2013, cô vào vai Dhara Vaishnav trong bộ phim truyền hình dài tập của Colors TV mang tên Sanskaar - Dharohar Apnon Ki và đóng chung với Jay Soni.
Từ năm 2015 đến năm 2016, cô vào vai chính Ragini Maheshwari trong bộ phim truyền hình Tình yêu và thù hận trên kênh Colors TV, vai diễn này đã giúp cô nhận được đề cử tại Giải thưởng Truyền hình Ấn Độ và Giải Cánh hoa vàng.
Năm 2017, cô vào vai Diya Singh trong bộ phim kinh dị Pehredaar Piya Ki trên kênh Sony TV. Sau khi bộ phim này kết thúc, cô tiếp tục vào vai diễn này trong bộ phim Rishta Likhenge Hum Naya.
Năm 2018, cô thủ vai Uruvi trong bộ phim thần thoại mang tên Karn Sangini và đóng chung với với Aashim Gulati.

### Thành công nhờ vai diễn trongNữ thần rắn báo thùvà một số công việc khác (2019–nay)

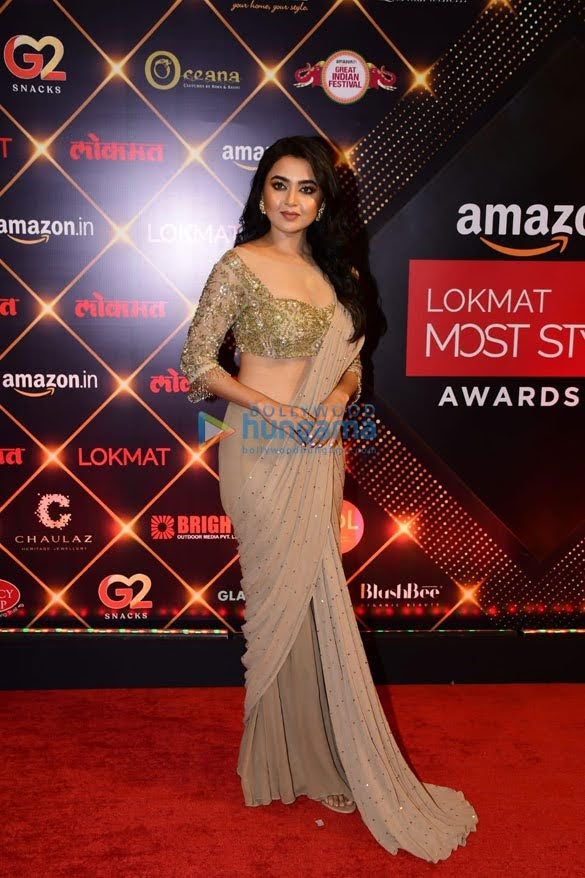
Tejasswi Prakash tại lễ trao Giải thưởng Phong cách Lokmat năm 2022.

Năm 2019, cô vào vai Mishti Khanna trong phần 2 của bộ phim Silsila Badalte Rishton Ka và đóng chung với Kunal Jaisingh và Aneri Vajani.
Năm 2020, cô tham gia chương trình truyền hình thực tế Fear Factor: Khatron Ke Khiladi 10 trên kênh Colors TV. Mặc dù là một trong những ứng cử viên nặng ký cho ngôi vị quán quân của chương trình, tuy nhiên cô đã phải bỏ cuộc giữa chừng do gặp phải chấn thương nặng ở mắt, kết thúc ở vị trí thứ 6 chung cuộc.
Năm 2021, cô tham gia chương trình Bigg Boss (mùa thứ 15), giành ngôi vị quán quân của chương trình và nhận được số tiền 40 lakh, tương đương với số tiền 48 nghìn USD.
Ngay sau khi Bigg Boss (mùa thứ 15( kết thúc, vào tháng 2 năm 2022, cô vào hai vai diễn là hai mẹ con, đó là Pratha Gujral và Prathna Gujral trong bộ phim Nữ thần rắn báo thù, là phần 6 của bộ phim siêu nhiên nổi tiếng Tình người kiếp rắn.
Vào tháng 11 năm 2022, cô có vai chính đầu tay trong bộ phim lãng mạn bằng tiếng Marathi mang tên Mann Kasturi Re do Sanket Mane làm đạo diễn và đóng chung với Abhinay Berde. Vai diễn của cô trong bộ phim đã giúp cô mang về đề cử với hạng mục Nữ diễn viên có vai diễn đầu tay xuất sắc nhất tại lễ trao giải thưởng Filmfare tiếng Marathi năm 2022.

## Đời tư
Tejasswi Prakash hiện đang hẹn hò với nam diễn viên kiêm người mẫu Karan Kundrra. Cả hai người đều tham dự mùa thứ 15 của chương trình Bigg Boss và chính thức hẹn hò ngay sau khi chương trình kết thúc.

## Sự nổi tiếng trong giới truyền thông

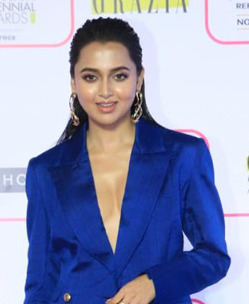
Tejasswi Prakash tại lễ trao giải thưởng Grazia Milliennial 2022

Sau thành công nhờ vai diễn trong bộ phim Nữ thần rắn báo thù, Tejasswi Prakash đã khẳng định vị thế là một nữ diễn viên hàng đầu và là một trong những nữ diễn viên truyền hình được trả lương cao nhất tại Ấn Độ. Cô từng được tạp chí Femina India đưa vào danh sách Những người phụ nữ Ấn Độ xinh đẹp nhất năm 2022 cho hạng mục Người nổi tiếng với những việc làm tốt, nhờ những đóng góp thiết thực của cô vào các dự án phúc lợi xã hội cho các loài động vật hoang dã cũng như giúp đỡ những người gặp nhiều khó khăn, thách thức trong cuộc sống.
Cô cũng được tạp chí HT City đưa vào Danh sách 30 Under 30 năm 2022 trong lĩnh vực truyền hình. Cô cũng nhận được giải thưởng Cảm giác kỹ thuật số của năm tại lễ trao giải thưởng Filmfare Trung Đông năm 2022 được tổ chức tại Dubai, UAE.
Cô cũng xếp ở vị trí thứ 8 trong danh sách 50 người nổi tiếng hàng đầu châu Á của Vương quốc Liên hiệp Anh và Bắc Ireland do tạp chí Eastern Eye bình chọn vào năm 2022 và xếp hạng thứ 12 vào năm 2023. Cô cũng là một trong số những nữ diễn viên truyền hình được theo dõi nhiều nhất trên Instagram.

## Danh sách tác phẩm

### Phim điện ảnh
| Năm  | Tác phẩm                | Vai diễn       | Ngôn ngữ      | Ref.   |
| ---- | ----------------------- | -------------- | ------------- | ------ |
| 2022 | Mann Kasturi Re         | Shruti Sarnaik | Tiếng Marathi | [ 35 ] |
| 2023 | School College Ani Life | Indu           | Tiếng Marathi | [ 36 ] |

### Phim và chương trình truyền hình
| Năm       | Tác phẩm                                 | Vai diễn                   | Ghi chú   | Ref.          |
| --------- | ---------------------------------------- | -------------------------- | --------- | ------------- |
| 2012–2013 | 2612                                     | Rashmi Bhargava            |           | [ 37 ]        |
| 2013–2014 | Sanskaar – Dharohar Apnon Ki             | Dhara Vaishnav             |           |               |
| 2015–2016 | Tình yêu và thù hận                      | Ragini Gadodia Maheshwari  |           | [ 38 ]        |
| 2017      | Pehredaar Piya Ki                        | Diya Singh                 |           | [ 39 ]        |
| 2017–2018 | Rishta Likhenge Hum Naya                 | Diya Singh                 |           | [ 40 ]        |
| 2018–2019 | Karn Sangini                             | Uruvi                      |           | [ 41 ]        |
| 2019      | Silsila Badalte Rishton Ka 2             | Mishti Khanna              |           | [ 42 ]        |
| 2020      | Fear Factor: Khatron Ke Khiladi (mùa 10) | Thí sinh                   | Hạng 6    | [ 43 ]        |
| 2021      | Zee Comedy Show                          | Diễn viên hài              |           | [ 44 ]        |
| 2021–2022 | Bigg Boss (mùa 15)                       | Thí sinh                   | Quán quân | [ 45 ]        |
| 2022–2023 | Nữ thần rắn báo thù                      | Pratha Gujral/Kiara Sharma |           | [ 46 ] [ 47 ] |
| 2022–2023 | Nữ thần rắn báo thù                      | Prathna Gujral Ahlawat     |           |               |
| 2022–2023 | Nữ thần rắn báo thù                      | Pragati Iyer Shukla        |           |               |

#### Với tư cách là khách mời
| Năm       | Tác phẩm                             | Vai diễn        | Ref.   |
| --------- | ------------------------------------ | --------------- | ------ |
| 2014      | Beintehaa                            | Dhara           | [ 48 ] |
| 2014      | Parichay                             | Dhara           |        |
| 2015      | Comedy Nights with Kapil             | Ragini          | [ 49 ] |
| 2015–2016 | Sasural Simar Ka                     | Ragini          |        |
| 2016      | Krishnadasi                          | Ragini          |        |
| 2016      | Cô dâu 8 tuổi                        | Ragini          |        |
| 2016      | Ishq Ka Rang Safed                   | Ragini          |        |
| 2016      | Tôi, Thapki                          | Ragini          |        |
| 2016      | Đôi cánh tự do                       | Ragini          |        |
| 2016      | Comedy Nights Live                   | Ragini          |        |
| 2016      | Comedy Nights Bachao                 | Ragini          |        |
| 2016      | Box Cricket League (mùa 2)           | Cầu thủ cricket |        |
| 2018      | Swisswale Dulhania Le Jayenge 2      | Simran          |        |
| 2019      | Ace of Space 2                       | Chính mình      |        |
| 2019      | Kitchen Champion (mùa 5)             | Chính mình      |        |
| 2019      | Shaadi Ho Toh Aisi                   | Jiya            |        |
| 2020      | Bigg Boss 13                         | Chính mình      |        |
| 2021      | Chala Hawa Yeu Dya                   | Chính mình      |        |
| 2022      | Spy Bahu - Rang Barse 2022           | Pratha          |        |
| 2022      | Khatra Khatra Khatra                 | Chính mình      |        |
| 2022      | Dance Deewane Juniors (mùa 1)        | Chính mình      |        |
| 2022      | Lock Upp                             | Chính mình      | [ 50 ] |
| 2022      | Saavi Ki Savaari - Ganesh Utsav      | Pratha          |        |
| 2022      | Fu Bai Fu                            | Chính mình      |        |
| 2023      | Chala Hawa Yeu Dya                   | Chính mình      |        |
| 2023      | Entertainment Ki Raat Housefull      | Chính mình      |        |
| 2023      | Bekaboo                              | Prarthna        |        |
| 2023      | Temptation Island: Pyaar Ki Pariksha | Chính mình      |        |
| 2024      | Family Table                         | Chính mình      | [ 51 ] |

### Phim chiếu mạng
| Năm       | Tác phẩm                   | Vai diễn      | Ghi chú | Tham khảo |
| --------- | -------------------------- | ------------- | ------- | --------- |
| 2019      | Silsila Badalte Rishton Ka | Mishti Khanna | Mùa 2   | [ 52 ]    |
| 2020-2021 | Ladies vs Gentlemen        | Panelist      | Mùa 1   | [ 53 ]    |

### Phim ca nhạc
| Năm  | Tác phẩm         | Ca sĩ                      | Ref.   |
| ---- | ---------------- | -------------------------- | ------ |
| 2020 | Intezaar         | Ikka, Themxxnlight         |        |
| 2020 | Sunn Zara        | JalRaj                     | [ 54 ] |
| 2020 | Ae Mere Dil      | Abhay Jodhpurkar           | [ 55 ] |
| 2020 | Kalakaar         | Kulwinder Billa            | [ 56 ] |
| 2021 | Fakira           | Amit Mishra                | [ 57 ] |
| 2021 | Mera Pehla Pyaar | Javed Ali, Nikhita Gandhi  | [ 58 ] |
| 2022 | Duaa Hai         | Vineet Singh               |        |
| 2022 | Kyun Na Aaye     | Pranav Vatsa               |        |
| 2022 | Rula Deti Hai    | Yasser Desai               | [ 59 ] |
| 2022 | Baarish Aayi Hai | Stebin Ben, Shreya Ghoshal | [ 60 ] |
| 2023 | Door Hova Gey    | Jassie Gill                | [ 61 ] |
| 2023 | Aidan Na Nach    | Amar Jalal                 | [ 62 ] |
| 2024 | Revolver         | Gippy Grewal               | [ 63 ] |

## Giải thưởng và đề cử
| Năm  | Giải thưởng                                         | Hạng mục                                                               | Tác phẩm đề cử      | Kết quả   | Tham khảo |
| ---- | --------------------------------------------------- | ---------------------------------------------------------------------- | ------------------- | --------- | --------- |
| 2015 | Giải thưởng Truyền hình Ấn Độ                       | Nữ diễn viên vào vai phản diện xuất sắc nhất                           | Tình yêu và thù hận | Đề cử     | [ 64 ]    |
| 2022 | Giải thưởng Phong cách Lokmat                       | Biểu tượng phong cách nhất                                             | —                   | Đoạt giải | [ 65 ]    |
| 2022 | Giải thưởng Hàn lâm Truyền hình Ấn Độ               | Nữ diễn viên xuất sắc nhất                                             | Nữ thần rắn báo thù | Đề cử     | [ 66 ]    |
| 2023 | Giải thưởng Filmfare tiếng Marathi                  | Nữ diễn viên có vai diễn đầu tay xuất sắc nhất                         | Mann Kasturi Re     | Đề cử     | [ 67 ]    |
| 2023 | Giải thưởng Biểu tượng Phong cách Bollywood Hungama | Nữ diễn viên truyền hình phong cách nhất                               | —                   | Đoạt giải | [ 68 ]    |
| 2023 | Giải thưởng Biểu tượng Phong cách Pinkvilla         | Nữ diễn viên truyền hình có phong cách ấn tượng nhất                   | —                   | Đoạt giải | [ 69 ]    |
| 2023 | Giải thưởng Truyền hình Ấn Độ                       | Nữ diễn viên chính xuất sắc nhất                                       | Nữ thần rắn báo thù | Đề cử     | [ 70 ]    |
| 2023 | Giải thưởng Truyền hình Ấn Độ                       | Nữ diễn viên được yêu thích nhất với vai diễn trong bộ phim thần thoại | Nữ thần rắn báo thù | Đề cử     | [ 70 ]    |
| 2023 | Giải thưởng Ấn tượng của Trẻ em Nickedoleon         | Nữ diễn viên truyền hình được yêu thích nhất                           | Nữ thần rắn báo thù | Đề cử     |           |
| 2023 | Giải thưởng Hàn lâm Truyền hình Ấn Độ               | Nữ diễn viên truyền hình được yêu thích nhất                           | Nữ thần rắn báo thù | Đoạt giải | [ 71 ]    |
| 2024 | Giải thưởng Ngôi Sao Xanh                           | Nữ diễn viên nước ngoài được yêu thích nhất                            | Nữ thần rắn báo thù | Đề cử     | [ 72 ]    |